# Polynoe nephrolepidota
Polynoe nephrolepidota är en ringmaskart som beskrevs av Schmarda 1861. Polynoe nephrolepidota ingår i släktet Polynoe och familjen Polynoidae. Inga underarter finns listade i Catalogue of Life.